# Videbæk
Videbæk är en tätort i Ringkøbing-Skjerns kommun i Region Mittjylland i Danmark. Tätorten har 4 328 invånare (2024). Den ligger på Jylland, cirka 23,5 kilometer öster om Ringkøbing. Videbæk var centralort i Videbæks kommun fram till kommunreformen 2007.